# クブラト・サクスコブルクゴツキ
クブラト・デ・サホーニャ＝コブルゴ＝ゴータ（スペイン語: Kubrat de Sajonia-Coburgo-Gotha y Gómez-Acebo）またはクブラト・サクスコブルクゴツキ（ブルガリア語: Кубрат Сакскобургготски, 1965年11月5日 マドリード - ）は、スペインの外科医師。ブルガリア元国王（ツァール）・元首相シメオン・サクスコブルクゴツキの三男。パナギュリシテ公（Княз Панагюрски）の儀礼称号で呼ばれることもある。

## 人物
元国王シメオン2世とその妻でスペイン貴族出身のマルガリータ・ゴメス＝アセボ（Margarita Gómez-Acebo y Cejuela, 1935年 - ）の間の第3子、三男として生まれた。洗礼名は7世紀の大ブルガリアの建国者クブラト・ハーンにちなんでいる。
マドリードのフランス人学校で初等・中等教育を受けた後、1984年にパンプローナのナバーラ大学医学部に入学し、1990年に医学博士号を取得して卒業した。卒業後は肛門科の外科医としてマドリードの病院に勤務し、現在は同市内のサン・カミロ総合病院（San Camillo Hospital）の肛門科部長を務めている。
また父の祖国ブルガリアでも、首都ソフィアにある徳洲会系のソフィア徳田病院の諮問評議員に名を連ねている。
出生時に父より授けられたパナギュリシテ公を儀礼称号として名乗るほか、王侯貴族の伝統においてブルガリア王子（Княз на България）、ザクセン＝コーブルク＝ゴータ公子（Prinz von Sachsen-Coburg und Gotha）、ザクセン公（Herzog zu Sachsen）の称号を保持すると認められている。またスペイン王室との結びつきも深く、クリスティナ王女の次男パブロ・ウルダンガリン（2000年 - ）の洗礼の代父を務めている。2002年に金羊毛騎士団の、2010年にマルタ騎士団の騎士に叙任されている。

## 子女
1993年7月2日にラ・エンカルナシオン王立修道院において、バスク人貴族の娘カルラ・デ・ラ・ソレダー・ロヨ＝ビリャノーバ（Carla de la Soledad Royo-Villanova y Urrestarazu, 1969年 - ）と結婚し、3人の息子をもうけた。
- ミルコ・パナギュリスキ（1995年 - ）
- ルカス・パナギュリスキ（1997年 - ）
- ティルソ・パナギュリスキ（2002年 - ）